# Luxemburg op de Olympische Zomerspelen 1956
Luxemburg nam deel aan de Olympische Zomerspelen 1956 in Melbourne, Australië. Het was de achtste deelname van Luxemburg.
Aan de in 1920 gewonnen zilveren medaille van Joseph Alzin en de in 1952 gouden medaille van de atleet Josy Barthel werd deze editie geen medaille toegevoegd.
Vier deelnemers namen voor de derde keer deel en drie deelnemers voor de tweede keer. De enige vrouw, de turnster Annette Krier, was ook de jongste Luxemburgse deelnemer op deze editie.

## Deelnemers en resultaten

### Atletiek
| Olympiër        | Discipline      | Resultaat | Prestatie                     |
| --------------- | --------------- | --------- | ----------------------------- |
| Frédéric Hammer | 200m (m)        | 53e       | serie 4: 4de in 22,73         |
| Gerard Rasquin  | 400m (m)        | 35e       | serie 7: 4de in 50,76         |
| Josy Barthel    | 800m (m)        | DNS       | serie 5: niet gestart         |
| Gerard Rasquin  | 800m (m)        | 20e       | serie 1: 4de in 1.52,7        |
| Josy Barthel    | 1500m (m)       | 20e       | serie 1: 10de in 3.50,6       |
| Frédéric Hammer | verspringen (m) | 26e       | kwalificatie: 26ste met 6,74m |

### Schermen
| Olympiër                                                         | Discipline     | Resultaat | Prestatie |
| ---------------------------------------------------------------- | -------------- | --------- | --- |
| Emile Gretsch                                                    | degen (m)      | 9e        | 1ste ronde groep 1: 4de met 3 overwinningen kwartfinale 1: 4de met 3 overwinningen halve finale 2: 5de met 4 overwinningen |
| Jean Fernand Leischen                                            | degen (m)      | 36e       | 1ste ronde groep 3: 6de met 1 overwinning                                                                                  |
| Édouard Schmit                                                   | degen (m)      | 15e       | 1ste ronde groep 4: 1ste met 5 overwinningen kwartfinale 3: 4de met 3 overwinningen halve finale 1: 8ste met 1 overwinning |
| Émile Gretsch Jean-Fernand Leischen Édouard Schmit Roger Theisen | degen team (m) | 7e        | 1ste ronde groep 3: 3de met 0 overwinningen                                                                                |
| Roger Theisen                                                    | sabel (m)      | 29e       | 1ste ronde groep 1: 4de met 2 overwinningen                                                                                |

### Turnen
| Olympiër       | Discipline               | Resultaat | Prestatie     |
| -------------- | ------------------------ | --------- | ------------- |
| Joseph Stoffel | sprong (m)               | 23e       | 18,40 punten  |
| Joseph Stoffel | vloer (m)                | 29e       | 18,20 punten  |
| Joseph Stoffel | paard voltige (m)        | 12e       | 18,75 punten  |
| Joseph Stoffel | ringen (m)               | 37e       | 17,40 punten  |
| Joseph Stoffel | brug (m)                 | 46e       | 17,80 punten  |
| Joseph Stoffel | rekstok (m)              | 29e       | 18,45 punten  |
| Joseph Stoffel | individuele meerkamp (m) | 30e       | 109,00 punten |
|                |                          |           |               |
| Annette Krier  | sprong (v)               | 60e       | 15,833 punten |
| Annette Krier  | vloer (v)                | 39e       | 17,866 punten |
| Annette Krier  | brug (v)                 | 55e       | 16,600 punten |
| Annette Krier  | balk (v)                 | 59e       | 15,966 punten |
| Annette Krier  | individuele meerkamp (v) | 59e       | 66,266 punten |

### Wielersport
| Olympiër      | Discipline       | Resultaat | Prestatie      |
| ------------- | ---------------- | --------- | -------------- |
| Gaston Dumont | wegwedstrijd (m) | DNF       | niet gefinisht |

### Zwemmen
| Olympiër  | Discipline          | Resultaat | Prestatie              |
| --------- | ------------------- | --------- | ---------------------- |
| René Kohn | 200m schoolslag (m) | 13e       | serie 2: 4de in 2.50,9 |

Afghanistan · Argentinië · Australië · Bahama's · België · Bermuda · Birma · Brazilië · Brits-Guiana · Bulgarije · Cambodja* · Canada · Ceylon · Chili · Colombia · Cuba · Denemarken · Duits eenheidsteam · Egypte* · Ethiopië · Fiji · Filipijnen · Finland · Frankrijk · Griekenland · Groot-Brittannië · Hongarije · Hongkong · Ierland · IJsland · India · Indonesië · Iran · Israël · Italië · Jamaica · Japan · Joegoslavië · Kenia · Liberia · Luxemburg · Malakka · Mexico · Nederland* · Nieuw-Zeeland · Nigeria · Noord-Borneo · Noorwegen · Oeganda · Oostenrijk · Pakistan · Peru · Polen · Portugal · Puerto Rico · Roemenië · Singapore · Sovjet-Unie · Spanje* · Taiwan · Thailand · Trinidad en Tobago · Tsjecho-Slowakije · Turkije · Uruguay · Venezuela · Verenigde Staten · Vietnam · Zuid-Afrika · Zuid-Korea · Zweden · Zwitserland*

*alleen deelgenomen in Stockholm